# 사카에촌 (아오모리현)
사카에촌(栄村)은 아오모리현 기타쓰가루군에 설치되었던 촌이다. 현재의 고쇼가와라시에 해당한다.

## 연혁
- 1889년 4월 1일 - 정촌제 시행에 의해 기타츠가루군 히로타촌, 이나미촌, 나나츠다테촌, 우바야치촌, 미나토촌과 합병해, 사카에촌이 성립하였다.
- 1954년 10월 1일 - 고쇼가와라정, 나카가와촌, 미요시촌, 나가하시촌, 마쓰시마촌, 이즈메촌과 합병해 시제 시행해 고쇼가와라시가 되었다.